# Olof Herrlin
Gunnar Olof Johan Herrlin, född den 12 januari 1914 i Lund, död den 25 juni 1992 i Danderyd, var en svensk biskop. Han var son till kontraktsprosten Gunnar Herrlin.
Herrlin avlade studentexamen 1932, filosofie kandidatexamen 1934, teologie kandidatexamen 1936 och teologie licentiatexamen 1940. Han förvärvade teologie doktorsgrad i Lund 1942 och filosofie doktorsgrad i Uppsala 1947, varefter han var docent i religionsfilosofi där till 1961.
Herrlin prästvigdes i Lund 1937. Han blev kyrkoadjunkt i S:t Matteus församling i Stockholm 1942, komminister där 1951 och domprost i Uppsala 1952. Han var militärpastor vid Kungliga Sjökrigsskolan 1943–1953. Efter att ha varit uppförd på biskopsförslag i Strängnäs 1955 och i Lund 1960 (även 1970) blev han biskop i Visby stift 1962.
Bland hans skrifter märks: Sensus communis (doktorsavhandling 1942), Religionsproblemet hos Thorild (doktorsavhandling 1947), Den yttersta gränsen (1955), Liturgiska perspektiv (prästmötesavhandling 1960), Herdabrev till Visby stift (1962), En alexandrinsk kvartett (1968), Det oskapade ljuset - studier i östkyrkans tänkesätt och fromhet (1980).
Han blev kommendör med stora korset av Kungliga Nordstjärneorden 1974 (kommendör av första klassen 1965; kommendör 1962; ledamot 1954).
Olof Herrlin är begravd på Danderyds kyrkogård.